# Yamaha 1100 XS
La 1100 XS est un modèle de moto produit par le constructeur japonais Yamaha.

## Historique
Mise sur le marché en avril 1978, la 1100 XS fait concurrence directe avec la Honda Goldwing. Elle est reconnaissable par son phare rectangulaire. Sa cylindrée audacieuse en fait la plus grosse cylindrée japonaise de l'époque.
Sa présentation à la presse se fait à Dakar. Afin de démontrer aux journalistes que le poids de la motocyclette n'est pas un handicap, l'importateur Yamaha en France, Jean-Claude Olivier, exécute un wheeling avec la 1100 XS, qui, fixé sur pellicule, illustrera la première publicité française pour Yamaha. Même si la moto n'est pas conçue pour cette figure, cette démonstration aura le mérite d'enthousiasmer les journalistes.
Elle était vendue 22 000 francs, soit environ 3 360 €.
Le moteur est de conception similaire à celui de la 750 XS, ce dernier est un tricylindre calé à 120°, alors que sur la 1100 XS, il s'agit d'un quatre cylindres calé à 180°.
Elle est initialement disponible en bordeaux ou gris, avec des filets dorés. L'année suivante, elle devient noire avec des filets dorés ou bicolore bordeaux/blanc et bleu foncé/blanc.
Pour 1979, une série limitée, la 1.1 Martini, est équipée d'un carénage intégral, déjà proposé en option sur les premiers millésimes. Il se pare des couleurs de la marque d'alcool italienne, sponsor de Yamaha et Mike Hailwood au sein du Martini Racing Team. Curieusement, la décoration ne porte nulle part l'inscription Martini. Ce carénage intègre deux phares longue portée Cibié. Il est l'œuvre du designer anglais John Mockett, spécialement mandaté par le bureau de recherche et développement de Yamaha à Amsterdam. Ce carénage est étudié en soufflerie et sa fabrication est confiée à l'usine LCP (Composite Luminate Products) de Durrington. Il est scindé en deux parties, la bulle et les protèges-mains sont solidaires du guidon et sont mobiles, tandis que le reste est fixé au cadre. Il pèse 14 kg. La 1.1 Martini est disponible en cinq cents exemplaires, pour 29 500 FF (soit 4 497 €).
En 1981, une version plus sportive vient étoffer la gamme : XS 1100 S. Elle adopte un carénage tête de fourche avec un phare rond, des jantes avec un dessin différent, un allumage électronique et un réservoir de quinze litres. L'essentiel des éléments chromés est supprimé et l'ensemble des éléments reçoit un traitement noir. Les disques de frein avant sont percés et les combinés amortisseurs arrière sont réglables. Elle était vendue 24 222 FF (soit 3 692 €) jusqu'en 1984.
Les États-Unis bénéficient dès 1979 d'une version custom, la XS Eleven Special avec un petit réservoir, un grand guidon, une selle à deux étages et un phare rond.
L'année suivante, elle est rejointe par la XS Eleven Midnight Special, jetant les bases de la future XS 1100 S, mais avec un phare rond et un grand guidon.
Elle se propose aussi d'être une machine de grand tourisme avec la XS Eleven Venturer, avec son carénage intégral, son porte-bagages chromé et ses sacoches rigides.
Elle est remplacée en 1984 par la FJ 1100.

## Anecdotes
Sting, le chanteur du groupe The Police, possédait une XS 1100 S de 1981.